# Hans Larsen Møller
Hans Larsen Møller, född den 8 april 1861, död den 4 december 1928, var en dansk historiker och politiker.
Møller blev filosofie doktor 1889 med avhandlingen Kristian VI og Grev Stolberg-Wernigerode, var 1899-1920 undervisningsinspektör och 1920-28 direktör för handelsskoleundervisningen. Han var en solid och grundlig historiker, författare till läroböcker i historia och medborgarkunskap. Møller intresserade sig särskilt för försvarsfrågan och Sønderjylland, 1903-10 och 1911-13 var han medlem av Folketinget som moderat höger.